# Nacrite
 (juin 2023).
Si vous disposez d'ouvrages ou d'articles de référence ou si vous connaissez des sites web de qualité traitant du thème abordé ici, merci de compléter l'article en donnant les références utiles à sa vérifiabilité et en les liant à la section « Notes et références ».
La nacrite, est une espèce minérale de la famille des silicates sous-famille des phyllosilicates, de formule  Al2Si2O5(OH)4. C'est un minéral, silicate d’aluminium, du groupe de la kaolinite.

## Historique de la description et appellations

### Inventeur et étymologie
Décrite par le minéralogiste français Alexandre Brongniart, son nom dérive du français nacre, et indirectement du persan nakar, par référence aux reflets légèrement irisés de ses assemblages d'agrégats microcristallins.

### Topotype
Mine de Einigkeit, Brand-Erbisdorf, District de Freiberg, Erzgebirge, Saxe, Allemagne.

## Caractéristiques physico-chimiques

### Cristallochimie
- Polymorphisme entre la dickite, l'halloysite, la kaolinite et la nacrite.
- Elle fait partie du groupe de la kaolinite.

Groupe de la kaolinite
- Dickite Al2Si2O5(OH)4
- Endellite Al2Si2O5(OH)4•2(H2O)
- Halloysite Al2Si2O5(OH)4
- Kaolinite Al2Si2O5(OH)4
- Nacrite Al2Si2O5(OH)4
- Odinite (Fe,Mg,Al,Fe,Ti,Mn)2.5(Si,Al)2O5(OH)4

### Cristallographie
- Paramètres de la maille conventionnelle : {\displaystyle a} = 8,90 Å, {\displaystyle b} = 5,14 Å, {\displaystyle c} = 15,69 Å ; Z = 4 ; V = 658,95 Å3
- Densité calculée = 2,60 g cm−3

## Gîtes et gisements

### Gîtologie et minéraux associés
Gîtologiedans les zones de formation hydrothermale ou secondaire et les dépôts métallifères.
minéraux associésCalcite, dickite, kaolinite, micas, quartz.

### Gisements producteurs de spécimens remarquables
- Allemagne

Mine de Einigkeit, Brand-Erbisdorf, District de Freiberg, Erzgebirge, Saxe (topotype)
Brand, près de Fribourg-en-Brisgau
- Canada

Carrière Mathers, Saint-Eustache, Deux-Montagnes (municipalité régionale de comté), Québec
- États-Unis

Saint Peters Dome, au Colorado
- Italie

Mine de Traversella, province de Turin
Mont Capanne, dans l'île d'Elbe
- Tchéquie

Hornì Slavkov, en Bohême